# Gadający Tom i przyjaciele
Gadający Tom i przyjaciele (ang. Talking Tom and Friends, 2015–2021) – austriacko-cypryjsko-tajlandzki serial animowany stworzony na podstawie aplikacji mobilnej.
Premiera serialu odbyła się w Stanach Zjednoczonych 30 kwietnia 2015 na stronie serwisu internetowego YouTube. W Polsce premiera serialu odbyła się 6 listopada 2017 na antenie teleTOON+.

## Opis fabuły
Serial opisuje perypetie brązowego kota Toma, który marzy o tym, aby zostać wielką gwiazdą. Zanim jednak osiągnie swój wymarzony cel, przed nim jeszcze długa droga do sławy. Razem ze swoimi przyjaciółmi – wschodzącą gwiazdą muzyki pop Angelą, inteligentnym geekem Benem, psem Hankiem i złośliwym Gingerem przeżywają niesamowite przygody, a przede wszystkim dobrze się przy tym bawiąc.

## Obsada
- Colin Hanks – Tom
- James Adomian – Ben
- Lisa Schwartz – Angela
- Maria Bamford – Ginger, Becca
- Tom Kenny –
  - Hank,
  - Mikołaj
- Brian Stack –
  - doktor Internet,
  - CEO

## Wersja polska
Wystąpili:
- Kamil Pruban – Ben
- Przemysław Wyszyński – Tom
- Marta Dobecka – Angela
- Lidia Sadowa – Ginger (odc 1-116)
- Agnieszka Kudelska – Ginger (odc 117-130)
- Artur Pontek – Hank
- Izabella Bukowska – Becca
- Jacek Król –
  - Dyrektor naczelny,
  - Mikołaj (odc. P1, 20, 72),
  - ogrodnik (odc. 5),
  - Bongo (odc. 16, 68, 70)
- Wojciech Słupiński –
  - dr Internet,
  - Właściciel
- Waldemar Barwiński – Gilbert (odc. 2)
- Agnieszka Kunikowska – mama Bena (odc. 10)
- Magdalena Krylik –
  - Rhonda,
  - Luna (odc. 10),
  - Victoria Payne (odc. 25, 40),
  - Xenona (odc. 43, 53, 54, 55, 56, 62, 64, 69, 83, 96, 102, 103, 104, 105)
- Maksymilian Michasiów –
  - Jeremy (odc. 15, 39,104-110,113-115,118),
  - Darren (odc. 57, 58, 61, 65, 72, 75, 82, 84, 87)
- Tomasz Steciuk –
  - Steve Bossniak (odc. 3),
  - Mel (pan naukowiec) (odc. 5),
  - Szałowa Szalowa (odc. 6)
- Adam Krylik –
  - Will Z (odc. 58),
  - Mel (pan naukowiec) (odc. 62),
  - Ronnie (odc. 87, 90, 91, 101, 103)
- Anna Apostolakis –
  - pani Vanthrax (odc. 68, 74, 86, 90, 98),
  - Szałowa Szalowa (odc. 89, 93)
- Janusz Wituch
- Andrzej Chudy

i inni

## Spis odcinków Gadający Tom i Przyjaciele
| Premiera w USA       | Premiera w Polsce   | Nr odcinka       | Angielski tytuł                 |
| ODCINEK PILOTOWY     | ODCINEK PILOTOWY    | ODCINEK PILOTOWY | ODCINEK PILOTOWY                |
| -------------------- | ------------------- | ---------------- | ------------------------------- |
| 23 grudnia 2014      | 6 listopada 2017    | P1               | Pilot                           |
| SERIA PIERWSZA       |                     |                  |                                 |
| 30 kwietnia 2015     | 6 listopada 2017    | 01               | Untalking Tom                   |
| 7 maja 2015          | 8 listopada 2017    | 02               | Assertive App                   |
| 21 maja 2015         | 7 listopada 2017    | 03               | Future Tron                     |
| 4 czerwca 2015       | 7 listopada 2017    | 04               | Friendly Customer Service       |
| 18 czerwca 2015      | 8 listopada 2017    | 05               | Magnetic Ben                    |
| 2 lipca 2015         | 9 listopada 2017    | 06               | Angela’s Scarf                  |
| 16 lipca 2015        | 9 listopada 2017    | 07               | Ben’s High Score                |
| 30 lipca 2015        | 10 listopada 2017   | 08               | Strategic Hot Mess              |
| 13 sierpnia 2015     | 10 listopada 2017   | 09               | Man on the Moon                 |
| 8 października 2015  | 13 listopada 2017   | 10               | Man on the Moon 2               |
| 15 października 2015 | 13 listopada 2017   | 11               | Hank the Millionaire            |
| 22 października 2015 | 14 listopada 2017   | 12               | App-y Halloween                 |
| 29 października 2015 | 14 listopada 2017   | 13               | Big Ben                         |
| 5 listopada 2015     | 15 listopada 2017   | 14               | Think Hank                      |
| 12 listopada 2015    | 15 listopada 2017   | 15               | The Germinator                  |
| 19 listopada 2015    | 16 listopada 2017   | 16               | Hank the Director               |
| 26 listopada 2015    | 16 listopada 2017   | 17               | Glove Phone                     |
| 3 grudnia 2015       | 17 listopada 2017   | 18               | Ping Pong Wizard                |
| 10 grudnia 2015      | 17 listopada 2017   | 19               | Doc Hank                        |
| 17 grudnia 2015      | 20 listopada 2017   | 20               | Angela’s Heckler                |
| 24 grudnia 2015      | 20 listopada 2017   | 21               | Blanket Fort                    |
| 30 grudnia 2015      | 21 listopada 2017   | 22               | CEO in Trouble                  |
| 10 marca 2016        | 21 listopada 2017   | 23               | The Perfect Roommate            |
| 17 marca 2016        | 22 listopada 2017   | 24               | The Contest                     |
| 24 marca 2016        | 22 listopada 2017   | 25               | Angela’s Critic                 |
| 31 marca 2016        | 4 grudnia 2017      | 26               | The Perfect Day                 |
| 7 kwietnia 2016      | 4 grudnia 2017      | 27               | Tom’s Love Song                 |
| 14 kwietnia 2016     | 5 grudnia 2017      | 28               | Ghost Pirate Hunting            |
| 21 kwietnia 2016     | 5 grudnia 2017      | 29               | Tennis Kid                      |
| 28 kwietnia 2016     | 6 grudnia 2017      | 30               | Every Girl’s Dream              |
| 5 maja 2016          | 6 grudnia 2017      | 31               | Lost Friend Will Zee            |
| 12 maja 2016         | 7 grudnia 2017      | 32               | Angela’s Secret                 |
| 19 maja 2016         | 7 grudnia 2017      | 33               | Jetpack Ninja                   |
| 26 maja 2016         | 8 grudnia 2017      | 34               | Online Romance                  |
| 2 czerwca 2016       | 8 grudnia 2017      | 35               | Friends Forever                 |
| 9 czerwca 2016       | 11 grudnia 2017     | 36               | Daddy Ben                       |
| 16 czerwca 2016      | 11 grudnia 2017     | 37               | The Famous Monster              |
| 23 czerwca 2016      | 12 grudnia 2017     | 38               | Heatwave                        |
| 22 września 2016     | 12 grudnia 2017     | 39               | Germinator 2: Zombies           |
| 29 września 2016     | 13 grudnia 2017     | 40               | Angela the Cheerleader          |
| 6 października 2016  | 13 grudnia 2017     | 41               | Hank’s New Job                  |
| 13 października 2016 | 14 grudnia 2017     | 42               | Parallel Universe               |
| 20 października 2016 | 14 grudnia 2017     | 43               | Love Formula                    |
| 27 października 2016 | 15 grudnia 2017     | 44               | Funny Robot Galileo             |
| 3 listopada 2016     | 15 grudnia 2017     | 45               | The Voice Switch                |
| 10 listopada 2016    | 18 grudnia 2017     | 46               | Poker Face                      |
| 17 listopada 2016    | 18 grudnia 2017     | 47               | Museum Madness                  |
| 24 listopada 2016    | 19 grudnia 2017     | 48               | Embarrassing Memories           |
| 1 grudnia 2016       | 19 grudnia 2017     | 49               | A Secret Worth Keeping (Part 1) |
| 15 grudnia 2016      | 20 grudnia 2017     | 50               | A Secret Worth Keeping (Part 2) |
| 22 grudnia 2016      | 20 grudnia 2017     | 51               | A Secret Worth Keeping (Part 3) |
| SERIA DRUGA          |                     |                  |                                 |
| 15 czerwca 2017      | 17 września 2018    | 52               | Forgotten Kiss                  |
| 22 czerwca 2017      | 17 września 2018    | 53               | Extreme First Date              |
| 29 czerwca 2017      | 18 września 2018    | 54               | Just Friends                    |
| 13 lipca 2017        | 18 września 2018    | 55               | Couples Clash (Part 1)          |
| 20 lipca 2017        | 19 września 2018    | 56               | Couples Clash (Part 2)          |
| 27 lipca 2017        | 19 września 2018    | 57               | The Backup Genius               |
| 3 sierpnia 2017      | 20 września 2018    | 58               | The Cool and the Nerd!          |
| 10 sierpnia 2017     | 20 września 2018    | 59               | The Sabotage                    |
| 17 sierpnia 2017     | 21 września 2018    | 60               | Vote for Tom!                   |
| 5 października 2017  | 21 września 2018    | 61               | Happy Town                      |
| 12 października 2017 | 24 września 2018    | 62               | The Nerd Club                   |
| 19 października 2017 | 24 września 2018    | 63               | Taco Spaghetti Burger           |
| 26 października 2017 | 25 września 2018    | 64               | Double Date Disaster            |
| 2 listopada 2017     | 25 września 2018    | 65               | Email Fail                      |
| 9 listopada 2017     | 26 września 2018    | 66               | Babysitter Tom                  |
| 16 listopada 2017    | 26 września 2018    | 67               | Garage Feast Day                |
| 23 listopada 2017    | 27 września 2018    | 68               | Back to School                  |
| 30 listopada 2017    | 27 września 2018    | 69               | The Love Ride                   |
| 7 grudnia 2017       | 28 września 2018    | 70               | Bye, Bye, Bongo!                |
| 14 grudnia 2017      | 28 września 2018    | 71               | Space Conflicts VIII            |
| 21 grudnia 2017      | 1 października 2018 | 72               | Saving Santa                    |
| 28 grudnia 2017      | 1 października 2018 | 73               | Angie Fierce                    |
| 15 lutego 2018       | 2 października 2018 | 74               | Landlord in Love                |
| 22 lutego 2018       | 2 października 2018 | 75               | Fishy Business                  |
| 1 marca 2018         | 3 października 2018 | 76               | Angela the Psychic              |
| 8 marca 2018         | 3 października 2018 | 77               | The Deep Secret                 |
| SERIA TRZECIA        |                     |                  |                                 |
| 10 maja 2018         | 10 grudnia 2018     | 78               | Pirates of Love                 |
| 18 maja 2018         | 10 grudnia 2018     | 79               | SuperHero Picnic                |
| 24 maja 2018         | 11 grudnia 2018     | 80               | Mission: Delete                 |
| 31 maja 2018         | 11 grudnia 2018     | 81               | A Garage Affair                 |
| 7 czerwca 2018       | 12 grudnia 2018     | 82               | Talent Show                     |
| 21 czerwca 2018      | 12 grudnia 2018     | 83               | The Queen of Drones             |
| 28 czerwca 2018      | 13 grudnia 2018     | 84               | Treasure Hunt                   |
| 5 lipca 2018         | 13 grudnia 2018     | 85               | The Galactic Friends            |
| 12 lipca 2018        | 14 grudnia 2018     | 86               | Troubled Couples                |
| 19 lipca 2018        | 14 grudnia 2018     | 87               | The Lost Scouts                 |
| 26 lipca 2018        | 17 grudnia 2018     | 88               | Hero Hank                       |
| 2 sierpnia 2018      | 17 grudnia 2018     | 89               | Fancy Party                     |
| 9 sierpnia 2018      | 18 grudnia 2018     | 90               | The Substitute Teacher          |
| 20 września 2018     | 18 grudnia 2018     | 91               | Tom the Brave                   |
| 27 września 2018     | 19 grudnia 2018     | 92               | The Sixth Friend                |
| 4 października 2018  | 19 grudnia 2018     | 93               | Kids Again                      |
| 11 października 2018 | 20 grudnia 2018     | 94               | The Other Tom                   |
| 18 października 2018 | 20 grudnia 2018     | 95               | The Big Nano Lie                |
| 25 października 2018 | 21 grudnia 2018     | 96               | Corn Heads                      |
| 1 listopada 2018     | 21 grudnia 2018     | 97               | Hank vs. Vampires               |
| 15 listopada 2018    | 24 grudnia 2018     | 98               | The Dance Contest               |
| 22 listopada 2018    | 24 grudnia 2018     | 99               | Unfriend ‘Em All!               |
| 29 listopada 2018    | 25 grudnia 2018     | 100              | The Yes Girl                    |
| 13 grudnia 2018      | 25 grudnia 2018     | 101              | Cheat Code                      |
| 20 grudnia 2018      | 26 grudnia 2018     | 102              | Retro-Sonic Angela              |
| 27 grudnia 2018      | 26 grudnia 2018     | 103              | Glitch Apocalypse               |
| SERIA CZWARTA        |                     |                  |                                 |
| 16 maja 2019         | 3 lutego 2020       | 104              | Where's Angela?                 |
| 23 maja 2019         | 3 lutego 2020       | 105              | The Digital Queen               |
| 4 lipca 2019         | 4 lutego 2020       | 106              | The Good Germ                   |
| 11 lipca 2019        | 4 lutego 2020       | 107              | Ben's Digital Detox             |
| 18 lipca 2019        | 5 lutego 2020       | 108              | Worst Mayor Ever                |
| 25 lipca 2019        | 5 lutego 2020       | 109              | Tom the Bodyguard               |
| 19 września 2019     | 6 lutego 2020       | 110              | The Great Taxi Race             |
| 26 września 2019     | 6 lutego 2020       | 111              | Supermodel Tom                  |
| 4 października 2019  | 7 lutego 2020       | 112              | Who is Becca?                   |
| 11 października 2019 | 7 lutego 2020       | 113              | Mystery Crate Empire            |
| 18 października 2019 | 10 lutego 2020      | 114              | Save The Tree                   |
| 25 października 2019 | 10 lutego 2020      | 115              | Movie Star Angelo               |
| 30 października 2019 | 11 lutego 2020      | 116              | The Secret Life of Ms. Vanthrax |
| 8 listopada 2019     | 18 maja 2020        | 117              | The Mystery of the Pyramid      |
| 15 listopada 2019    | 18 maja 2020        | 118              | Happy Anniversary               |

## Gadający Tom i Przyjaciele Minis
Minis to południowo-koreańsko-brytyjsko-amerykański serial animowany z udziałem Talking Tom i jego przyjaciół. Postacie są prezentowane w kreskówkach 2D, bez żadnego konkretnego dialogu językowego. Jest opracowywany i produkowany przez Outfit7 i Plenus